# Anahí
Anahí, teljes neve Anahí Giovanna Puente Portillo (Mexikóváros, 1983. május 14. –) mexikói származású énekesnő, színésznő, zeneszerző, producer és üzletasszony. 2004 óta az RBD nevű mexikói együttes tagja Dulce Maríával, Maite Perronival, Alfonso Herrerával, Christian Chávezszel és Christopher Uckermannal együtt.

## RBD
Az RBD nevű formáció 2004-ben alakult egy mexikói telenovella, a Rebelde kapcsán. A sorozat 6 tehetséges fiatal életét mutatja be, akik egy elitiskolában tanulnak, és mindannyian imádják a zenét. Így hozzák létre az RBD-t, ami nem csak a sorozatban, hanem a valóságban is létező együttes lett.

## Diszkográfia
- Rebelde (2004)
- Rebelde (Edição Brasil) (2005)
- Tour Generación RBD en Vivo (2005)
- Nuestro Amor (2005)
- Live in Hollywood (2006)
- Nosso Amor (Brazil) (2006)
- Celestial (2006)
- Rebels (English) (2006)
- Hecho en Espana (dvd) (2007)
- Mi Delirio (2009)
- Amnesia (2015)

## Filmográfia

### Telenovellák
| Év   | Cím                          | Szerep                                               | Megjegyzés | Magyar hang   |
| ---- | ---------------------------- | ---------------------------------------------------- | --- | ------------- |
| 1991 | Madres Egoístas              | Gabriela "Gaby" Cantú                                | TV debütálás |               |
| 1991 | Muchachitas                  | Betty Ortigoza                                       | |               |
| 1992 | Ángeles Sin Paraiso          | Claudia Cifuentes                                    | |               |
| 1995 | Alondra                      | Margarida Leblanc                                    | Javasolva – TVyNovelas-díj a legjobb fiatal színésznőnek |               |
| 1996 | Tú y Yo                      | Melissa Álvarez                                      | |               |
| 1997 | Mi Pequeña Traviessa         | Samantha                                             | |               |
| 1998 | Vivo Por Elena               | Natalia "Talita" Carvajal                            | |               |
| 1998 | El Diario de Daniela         | Adela Monroy                                         | |               |
| 1999 | Mujeres Engañadas            | Jéssica Duarte                                       | TVyNovelas-díj a legjobb fiatal színésznőnek |               |
| 2000 | Primer Amor...a Mil Por Hora | Jovana Luna Guerra                                   | Eres Award for Best Protagonist OTTI Award for Best Young Lead Actress Palmas de Oro for Best Actress Javasolva – TVyNovelas-díj a legjobb női főszereplőnek | Zakariás Éva  |
| 2002 | Clase 406                    | Jéssica Riquelme Drech                               | |               |
| 2004 | Rebelde                      | Mía Colucci Cáceres                                  | TVyNovelas Award for Best Musical Theme Javasolva – TVyNovelas-díj a legjobb fiatal színésznőnek |               |
| 2007 | Lola, érase una vez          | Önmaga                                               | |               |
| 2011 | Dos Hogares                  | Angélica Estrada Mejia de Ballesteros / de Valtierra | Javasolva – Kids' Choice Awards Mexico for Favorite Actress Javasolva – Premios Juventud for Girl of my Dreams Javasolva – Premios Juventud for Best Theme Novelero Javasolva – TVyNovelas-díj a legjobb női főszereplőnek Javasolva – TVyNovelas Award for Best Musical Theme | Major Melinda |

### TV-műsorok
- Hora marcadisima
- Dr. Cándido Pérez
- Papá soltero
- Mujer, casos de la vida real
- Chiquilladas (1988–1993)
- Inesperado amor (1995)
- Ayúdame compadre (1992)
- Había una vez una estrella (1989)
- El ganador (1987)
- Nacidos para morir
- Asesinato a sangre fría
- No me defiendas compadre
- Tarde azul
- Nunca me dejes

## Családja
2015-ben férjhez ment Chiapas állam kormányzójához, Manuel Velascóhoz. Első gyermekük, Manuel, 2017-ben született.